# Etsy
Etsy (/ˈɛtsi/) est une société américaine de vente en ligne, fondée en 2005, spécialisée dans les créations artisanales, le fait-main et le vintage. Les articles décrits comme vintage doivent avoir au moins vingt ans.
La société est cotée en bourse NYSE avec le code ETSY.

## Histoire
En août 2013, trente millions d'utilisateurs sont enregistrés sur le site et à la fin de l'année 2013, les ventes étaient supérieures à plus d'un million pour une valeur de plus de 1 milliard de dollars. En 2014, le chiffre d'affaires de la société atteint près de 1,73 milliard d'euros. 
En juin 2014, Etsy achète son concurrent français AlittleMarket.com.
En 2016, le site web se lance dans une stratégie omnicanale avec la création d'un magasin éphémère dans les grands magasins. Aux États-Unis, Etsy s'implante chez Macy's et Whole Foods Market. En France, c'est au BHV que le site s'installe sur 30 m2 pendant trois semaines avant de confirmer sa présence pour une plus longue période aux Galeries Lafayette du boulevard Haussmann à Paris[réf. nécessaire].
En 2017, Etsy est en difficulté financière et annonce alors la suppression de près de 240 emplois soit près de 22 % de ses effectifs. Il annonce également la fermeture des sites et des marques Alittlemarket.com et Alittlemercerie.com.
En juillet 2019, Etsy annonce l'acquisition de Reverb, site de vente d'instrument de musique, pour 275 millions de dollars. La plateforme enregistre 268,12 millions de dollars de chiffres de vente au niveau international, soit une augmentation de 50,76 % par rapport à 2018 (177,85 millions de dollars).
En juin 2021, Etsy annonce l'acquisition de Depop, spécialisée dans la vente d'objets d'occasion ciblant les jeunes, pour 1,63 milliard de dollars. Le même mois, Etsy annonce l'acquisition de l'entreprise brésilienne Elo7, spécialisée dans l'e-commerce d'objet fait main, pour 217 millions de dollars.
Des commerçants, utilisateurs de la plateforme, s'organisent en septembre 2022 en syndicat.

## Principaux actionnaires
| Accel Partners                     | 12,2 |
| The Vanguard Group                 | 9,48 |
| Wellington Management              | 6,74 |
| Burda                              | 4,67 |
| Fidelity (Canada) Asset Management | 3,74 |
| Janus Capital Management           | 3,67 |
| Renaissance Technologies           | 3,58 |
| Starboard Value                    | 3,57 |
| Tiger Global Management            | 3,52 |
| Cadian Capital Management          | 3,31 |